# Spinello Aretino
Spinello Aretino, italijanski slikar, * 1350, † 1410.